# Juventude Social-Democrata Sueca
A Juventude Social-Democrata Sueca — em sueco Sveriges social demokratiska ungdomsförbund, vulgarmente designada de SSU, é a organização juvenil do Partido Social-Democrata da Suécia.

Foi fundada em 1917.

Tem cerca de 4150 filiados.